# Vodní pólo na mistrovství Evropy v plaveckých sportech 1983
Zápasy ve vodním pólu na mistrovství Evropy v plaveckých sportech za rok 1983 proběhly v Římě, Itálie ve dnech 20. až 27. srpna 1983.

## Československá stopa
Československo se z turnaje mistrovství Evropy skupiny B odhlásilo a sestoupilo do skupiny C.
Československo na minulém mistrovství Evropy v Splitě skupinu B vyhrálo a dostalo možnost utkat se se sestupujícími týmy ze skupiny A v baráži o postup do skupiny A mistrovství Evropy. Kvalifikační turnaj se konal na přelomu dubna/května 1983 v belgických Bruggách. Československo se po mezinárodních úspěších reprezentace a ligových týmu na turnajích a pohárech rozhodlo kvalifikace účastnit. Úvodní porážky s Rumunskem a Nizozemskem však znamenaly konec naději na postup do skupiny A. Závěrečný remízový zápas s Řeckam proběhl v exhibičním duchu. 
Důvod neúspěchu v kvalifikaci byla celkově špatná příprava, která byla situovaná do 25 m bazénu s proměnnou, mělkou hloubkou. K formě pólistů nepřispěla 24 hodinová cesta vlakem a autobusem a příjezd v den zápasu s Rumunskem. V neposlední řadě tisk, jak bylo v minulosti běžné, viděl za hlavního viníka neúspěchu rozhodčí zápasu, a fakt že Československo stále nemělo v evropské komisi vodního póla (EWPC) zastoupení. Neúspěch na kvalifikačním turnaji měl dohru v nominaci týmu na samotný turnaj mistrovství Evropy. Komise vodního póla se domnívala, že od roku 1985 se mistrovství Evropy bude hrát již vyřazovacím způsobem a československou reprezentaci z mistrovství Evropy skupiny B odhlásila. Toto rozhodnutí mělo fatální důsledky pro start na mistrovství Evropy 1985. Neúčastí na mistrovství Evropy 1983 Československo sestoupilo do skupiny C, která se závěrečného turnaje mistrovství Evropy 1985 neúčastnila.

## Medailisté
| Muži | Zlato | Stříbro | Bronz |
| ---- | --- | --- | --- |
| Tým  | Sovětský svaz (URS) (Jevgenij Šaronov, Igor Sedov, Pavel Prokopčuk, Jevgenij Grišin, Sergej Naumov, Alexandr Kabanov, Sergej Kotěnko, Erkin Šagajev, Giorgi Mšvenyjeradze, Michail Ivanov, Nurlan Mendygalijev, Nikolaj Smirnov, Micheil Giorgadze) | Maďarská lidová republika (HUN) (Tibor Cservenyák, Attila Sudár, István Kiss, György Gerendás, György Horkai, Imre Budavári, György Kenéz, Sándor Tóth, József Somossy, László Kuncz, Gábor Csapó, Gábor Schmiedt, László Bors) | Španělsko (ESP) (Manuel Delgado, Jordi Payá, Félix Fernández, Alberto Canal, Manuel Estiarte, Pedro Robert, Rafael Aguilar, Jorge Signes, Antonio Aguilar, José Morillo, Didac Odena, Jorge Neira, Mariano Moya) |

pozn. Dva hráči ze sestav byli nehrajícími náhradníky tj. náhradníci na tribuně, nebo necestujující náhradníci připraveni na telefonu dorazit v případě zranění.